# Pick slide
Pick slide lub pick scrape (dosł. ślizganie/drapanie kostką; brak polskiej nazwy) – technika gry na gitarze elektrycznej (również basowej) polegająca na przesuwaniu krawędzią kostki (plektronu) wzdłuż strun posiadających owijki.
Podczas przesuwania kostki wzdłuż strun jej krawędź zahacza o kolejne zwoje wzbudzając dźwięk, który przypomina zgrzytanie lub skrzypienie. Wysokość dźwięku będącego rezultatem pick slide’u zmienia się w zależności od odległości od krańcowych punktów struny – najniższy jest w środku długości drgającej struny, a wyższy przy mostku lub siodełku (ew. przy progu, do którego skrócona jest struna). Ponieważ pick slide’y zazwyczaj zaczynają się blisko mostku i kończą w okolicy wyższych progów, wydobywany dźwięk ma obniżającą się charakterystykę. 
Najlepsze efekty brzmieniowe uzyskuje się grając na gitarze elektrycznej z dużym przesterowaniem, ponieważ technika ta nie jest wystarczająco głośna, by można było jej używać na gitarze akustycznej lub elektrycznej bez przesterowania. Korzystniejsze brzmienia wydobywa się dzięki kostkom stosunkowo cienkim, ale wytrzymałym na ścieranie.
Wbrew niektórym powszechnym opiniom, pick slide nie jest techniką wpływającą ujemnie na żywotność wzmacniacza lub głośnika gitarowego, ale niszczy krawędzie kostki. 
Technika pick slide jest najczęściej stosowana w muzyce rockowej, punk rocku i różnych podgatunkach heavy metalu.

## Przykłady użycia techniki pick scrape
- Van Halen "Hot for Teacher" – pierwsza nuta w intro solówki
- Ozzy Osbourne "Perry Mason" – otwierający riff gitarowy
- My Chemical Romance "House of Wolves" – pierwsza część intra
- Taking Back Sunday "Liar (It Takes One To Know One)" – przed pierwszym i drugim riffem refrenu
- Aiden "Knife Blood Nightmare" – kilka efektów kostkowania ok. czasu 0:20
- Switchfoot "Meant to Live" – trzy efekty kostkowania w refrenie
- Metallica "Hit The Lights" – od intra do głównego riffu
- Alice in Chains "Down in a Hole" – tuż przed rozpoczęciem drugiej zwrotki
- The Devil Wears Prada "Dogs Can Grow Beards All Over" - od intra do głównego riffu oraz w przejściu
- Green Day "St. Jimmy" – krótki efekt kostkowania ok. czasu 1:54 (na krótko przed ostatnią zwrotką)
- Anti-Flag "Captain Anarchy" – na początku
- Bullet For My Valentine "Scream Aim Fire" – ostatni dźwięk intra, przed wejściem wokalu
- Misfits "Where Eagles Dare" - przed wejściem gitary, po wstępie sekcji rytmicznej.
- AC/DC "Highway to Hell" - na końcu solówki.
- Utwór Toma Morello, który został użyty jako bitwa w grze Guitar Hero III
- Muse "New Born" - w wersji Live po grze na pianinie i na wstępie do piosenki.